# عددان أوليان توأم

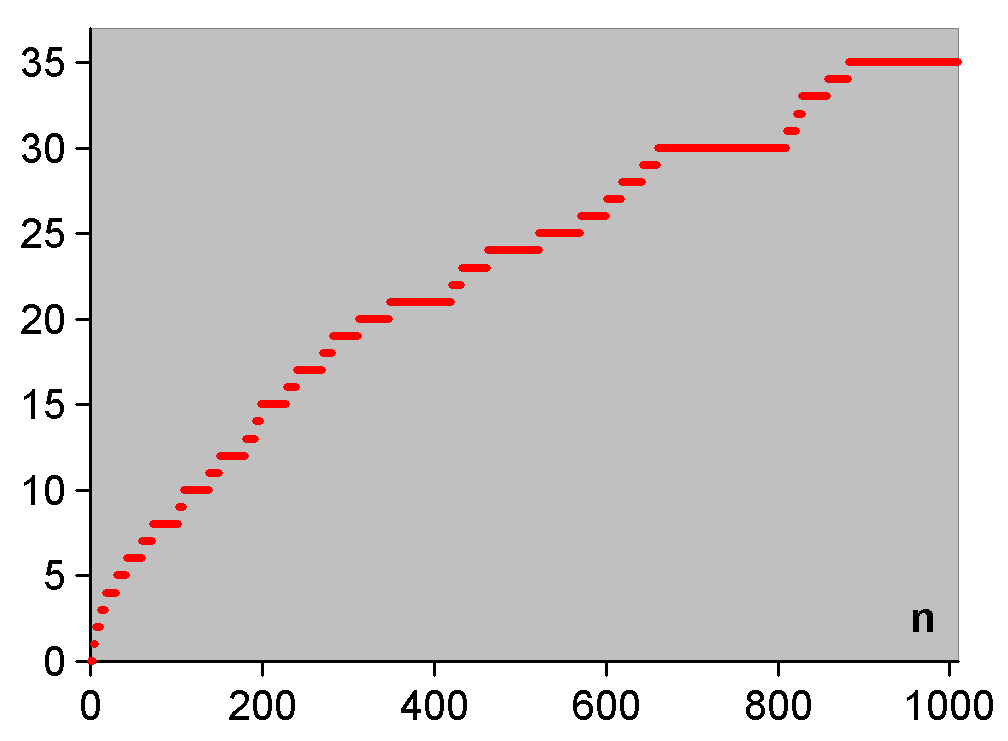

يقال عن عددين أوليين {\displaystyle p} و {\displaystyle q} أنهما توأم (بالإنجليزية: Twin prime)‏ إذا كان الفرق بينهما يساوي اثنان. يدعى هذا الزوج من الأعداد الأولية بالعددين الأوليين التوأم. أما حدسية العددين الأوليين التوأم فتنص على ما يلي :
هناك عدد غير منته من الأعداد الأولية التوأم.
هي واحدة من المسائل المشهورة غير المحلولة في نظرية الأعداد ويعتقد علماء الرياضيات أن هذه الحدسية صحيحة، ولكن ما زالت الأبحاث قائمة في العمل على برهانها.
الأعداد الأولية التوأم تصبح نادرة كلما تقدمنا في خط الأعداد، ومع ذلك العمل الذي قدمه بعض الرياضيين مثل يتانغ تشانغ في 2013، بالإضافة إلى جيمس ماينارد وتيرنس تاو و أخرون، قد أحرز تقدمًا كبيرًا نحو إثبات أن هناك عددًا لا نهائيًا من الأعداد الأولية التوأم ، ولكن في الوقت الحالي لا يزال هذا الأمر دون حل.

## المواصفات
عادة لا يعتبر (2 ، 3) زوجًا من الأعداد الأولية التوأم. نظرًا لأن 2 هو العدد الأولي الوحيد ، فإن هذا الزوج هو الزوج الوحيد من الأعداد الأولية الذي يختلف بمقدار واحد.
أول الأعداد الأعداد الأولية التوأم هم :
(3, 5), (5, 7), (11, 13), (17, 19), (29, 31), (41, 43), (59, 61), (71, 73), (101, 103), (107, 109), (137, 139), …
5 هو العدد الوحيد الذي ينتمي لزوجين من الأعداد الأولي التوأم، بحيث أن جميع الأزواج الأكبر من (3, 5)، هي على شكل {\displaystyle (6n-1,6n+1)}، وهذا يعني أن العدد الذي يتوسط هذه الأزواج هو من مضاعفات 6.
و كنتيجة، مجموع أي زوج من الأعداد الأولية التوأم (باستثناء الزوج (3, 5) ) هو من مضاعفات 12.

## التاريخ
كانت حدسية الأعداد الأولية التوأم (هل عددها منته أم غير منته) واحدة من أهم المعضلات المفتوحة في نظرية الأعداد لعدة سنوات، يقول بعض الأشخاص انها تعود لزمن اقليدس ، ولكن أول مرة رأينا فيها شخصا يتكلم عنها كانت عام 1849، حين وضع دي بوليناك حدسيته المعروفة بحدسية دي بوليناك والتي تنص على ما يلي:
من أجل أي عدد طبيعي {\displaystyle k} هناك عدد غير منته من أزواج الأعداد الأولية {\displaystyle p} و {\displaystyle q} حيث {\displaystyle p-q=2n}، لكل عدد صحيح موجب {\displaystyle n}. وفي حالة {\displaystyle n=1} تتحول هذه الحدسية إلى حدسية العددين الأوليين التوأم.
في عام 1940 قام  بول إيردوس بإثبات وجود ثابت {\displaystyle c<1}، وعدد لانهائي من الأعداد الأولية التي تستوفي الشرط الآتي :{\displaystyle p_{n+1}-p_{n}<c\ln p_{n}}، وهذا يعني أنه يمكننا إيجاد عدد لانهائي من المجالات التي تحوي أعداد أولية توأم، طالما قمنا بترك هذه المجالات لتكبر في الحجم (بشكل بطيء نسبيا) كلما تقدمنا في خط الأعداد. النمو البطيء يعني النمو بشكل لوغاريتمي .

تم تحسين هذه النتيجة عام 1986، من طرف هيلموت ماير، حيث أثبت أن {\displaystyle c<0.25}. و في عام 2005، غولدستون، يانوس بينتز و يلديرم قاموا بإثبات أن {\displaystyle c} يمكن أن يكون متناهي الصغر، أي أن 
{\displaystyle \liminf _{n\to \infty }{\frac {p_{n+1}-p_{n}}{\log p_{n}}}=0.}
في عام 2013، وصل يتانغ تشانغ للنتيجة الآتية :
{\displaystyle \liminf _{n\to \infty }(p_{n+1}-p_{n})<N}  مع {\displaystyle N=7\times 10^{7}}
و هي تحسين كبير لنتيجة غولدستون، يانوس بينتز و يلديرم. بعدها تم تنظيم مشروع البوليماث، بهدف تقليص الحد {\displaystyle N}، بفضل جهود هذا المشروع وبالإضافة إلى عمل جيمس ماينارد، تم تقليص الحد إلى  {\displaystyle N=246}.

## مبرهنة برون
في عام 1915، برهن فيغو برون أن مجموع مقلوبات الأعداد الأولية التوأم منته (أي أنه يؤول إلى عدد حقيقي ما ولا يؤول إلى ما لا نهاية له)، أي أن
.{\displaystyle \sum _{p,p+2\in \mathbb {P} }\left({\frac {1}{p}}+{\frac {1}{p+2}}\right)={\frac {1}{3}}+{\frac {1}{5}}+{\frac {1}{5}}+{\frac {1}{7}}+{\frac {1}{11}}+{\frac {1}{13}}+{\frac {1}{17}}+{\frac {1}{19}}+\ldots <\infty }
بحيث أن {\displaystyle p} و {\displaystyle q} هما زوج من الأعداد الأولية التوأم.
كانت هاته النتيجة المشهورة والمسماة مبرهنة برون أول استعمال لغربال برون وكانت سبب بداية وتطور نظرية الغرابيل العصرية.

## أكبر عددين أوليين توأم معروفين
يقدر عدد الأعداد التوائم الأولية تحت {\displaystyle 10^{18}} ، ب {\displaystyle 808,675,888,577,436}، و أكبر عددين أوليين توأمين مسجلان في سبتمبر 2016 ، {\displaystyle 2996863034895\times 2^{1290000}\pm 1} ، بعدد خانات مقدر ب {\displaystyle 388,342} خانة.
يُظهر تحليل تجريبي بالحاسوب لجميع الأزواج الأولية تحت {\displaystyle 4.35\times 10^{15}}، أنه إذا كان عدد هذه الأزواج الأقل من {\displaystyle x} هو {\displaystyle {\frac {f(x)x}{(\ln x)^{2}}}}، فإن {\displaystyle f(x)} تكون حوالي 1.7 للأزواج الصغيرة {\displaystyle x} وتتناقص نحو 1.3 عندما يؤول {\displaystyle x} إلى المالانهاية.

## خصائص بسيطة
تم إثبات أن الزوج (m,m+2) هو زوج عددين أوليين توأم، إذا وإذا كان فقط :  
{\displaystyle 4((m-1)!+1)\equiv -m{\pmod {m(m+2)}}.}
إذا كان {\displaystyle m-4} أو {\displaystyle m+6} عدداً أوليا، فيقال عن هذه الأعداد أنها ثلاثية أولية (Primes Triplets).

## حدسية هاردي-ليتلوود الأولى
حدسية هاردي - ليتلوود (التي سميت على اسم جي إتش هاردي و جون ليتلوود ) هي تعميم لحدسية الأعداد الأولية التوأم.  تهتم بتوزيع الأبراج الأولية ، بما في ذلك الأعداد الأولية التوأم .  لتكن {\displaystyle \pi _{2}(x)} ترمز إلى عدد الأعداد الأولية الأصغر من تساوي {\displaystyle x} بحيث أن {\displaystyle p+2} هو أيضًا عددً أولي.  نعرف الثابت الأولي التوأم {\displaystyle C_{2}} على أنه : 
{\displaystyle C_{2}=\prod _{p\geq 3}\left(1-{\frac {1}{(p-1)^{2}}}\right)\approx 0.6601618...} .  
(هذا الجداء يمتد على جميع الأعداد الأولية الأكبر من أو تساوي 3).

هناك حالة خاصة لحدسية هاردي - ليتلوود، وهي أن :
.{\displaystyle \pi _{2}(x)\sim 2C_{2}{\frac {x}{(\ln x)^{2}}}\sim 2C_{2}\int _{2}^{x}{dt \over (\ln t)^{2}}}

## الأعداد الأولية المعزولة
يقال عن عدد أولي {\displaystyle p} أنه معزول إذا كان {\displaystyle p+2} و {\displaystyle p-2} أعداد غير أولية. بمعنى أن {\displaystyle p} لا ينتمي إلى أي زوج من الأعداد الأولية التوأم. مثلا 23 هو عدد أولي معزول لأن 21 و 25 هم أعداد غير أولية.
هذه قائمة الأعداد الأولية المعزولة :
2, 23, 37, 47, 53, 67, 79, 83, 89, 97, ...
تقول مبرهنة برون أن تقريبا كل الأعداد الأولية هي معزولة، لأن نهاية النسبة بين عدد الأعداد الأولية الأقل من {\displaystyle n} و عدد الأعداد الأولية المعزولة الأقل من {\displaystyle n} عندما تؤول {\displaystyle n} إلى {\displaystyle \infty }، تساوي واحد. بمعنى أنه كلما تقدمنا في خط الأعداد، يقترب عدد الأعداد الأولية المعزولة من عدد الأعداد الأولية الأقل من {\displaystyle n}.